# 夏威夷州州旗
夏威夷州州旗（夏威夷語：Ka Hae Hawaiʻi；英語：Flag of Hawaiʻi）經歷了王国、保护国、共和國、领地，以及夏威夷州五個不同政治體制，是美国各州旗幟獨有的。另外本旗亦是美國所有州的州旗中唯一有外國國旗圖案的，也是世界上唯一一個所在地區沒有被英国殖民過但帶有米字旗的旗幟。

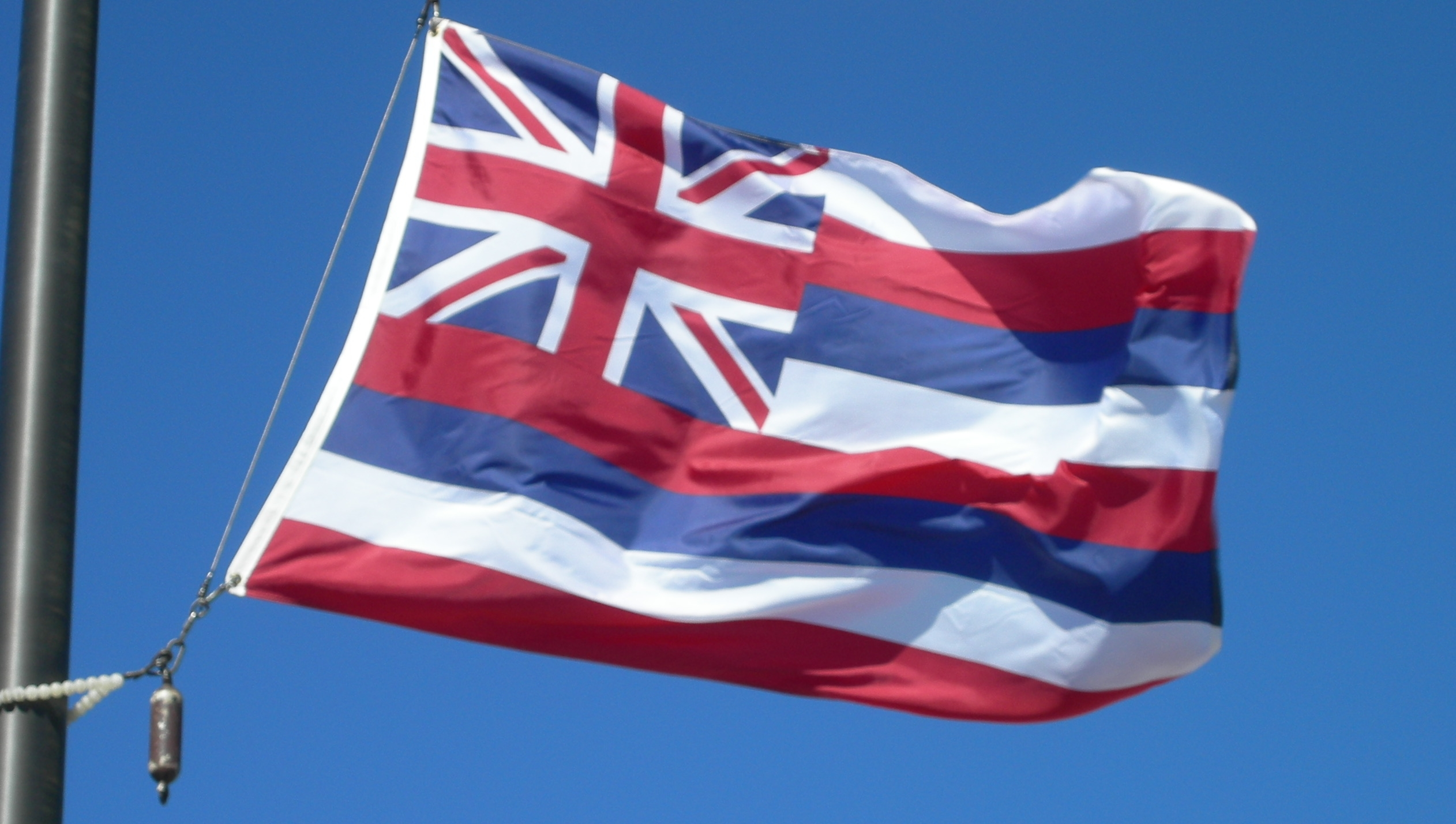
在海雷阿卡拉國家公園飄揚的夏威夷州州旗

## 樣式
夏威夷州州旗的旗角繪有英國國旗，旗地為八道橫帶，代表八大島嶼，自上而下的次序為白－紅－藍－白－紅－藍－白－紅。所代表的島嶼為夏威夷島、歐胡島、考愛島、卡胡拉威島、拉奈島、茂宜島、莫洛凱島和尼豪島。

## 沿革
對夏威夷州州旗的起源有多種說法。其中一種是統一夏威夷的卡美哈梅哈大帝為表示與英王喬治三世友好升起由英國探險家喬治·溫哥華所贈的英國國旗。後來他的顧問注意到這樣可能會引發國際衝突，因為這樣會令人認為夏威夷是英國的盟國。於是國王就把旗幟從王宮降下來了。這故事的真實性存有爭議，但有一個說法指，後來為了在1812年戰爭期間安撫美國，國王升起了美國國旗，直到朝廷中的英國軍官強烈反對才作罷。這就解釋了為什麼夏威夷旗幟混合了英美兩國國旗的元素。
於是卡美哈梅哈大帝在1816年委託製作夏威夷自己的旗幟，以避免衝突。歷史學家據旗幟的基礎是英國海軍旗，便認為設計者是一位英國皇家海軍軍官，但軍官的名字並沒有統一的說法：有人認為他是亞歷山大·亞當斯，另一些人認為是喬治·貝克利（George Beckley）。原來的旗幟有人認為是受了英國的影響，所以條紋的次序為交替的紅－白－藍，另一些人則認為是受到美國的影響。事實上，第一面正式使用的旗幟，條紋的順序就是白－紅－藍，即目前的樣子。條紋的數目也有過變化：原來的旗幟有七條或九條橫條，1845年正式改為八條，以後沿襲至今。

## 州長旗

夏威夷州州長旗

夏威夷州州長所用的旗幟由紅藍兩色組成，中間書有大寫的「夏威夷」字樣，圍以八顆星星。在準州時期初旗面「夏威夷」的位置上所標的是「TH」（即Territory of Hawaii的簡寫）。
- 1959建州前的版本
- 目前版本

## 州旗日
1990年，時任州長的約翰·D·威希三世（John D. Waihee III）宣佈每年的7月31日為州旗日（Ka Hae Hawaiʻi）。當地至今每年都慶祝這個節日。

## 历代旗帜
| 时间                  | 备注                         | 旗帜 |
| --------------------- | ---------------------------- | ---- |
| 1793–1800             | 英国红船旗[5]                |      |
| 1801–1816             | 英国红船旗（1801年起）       |      |
| 1816–1843             | 夏威夷王国旗帜（官方旗帜）   |      |
| 1843年2月 – 1843年7月 | 保利特事件（使用英国国旗）   |      |
| 1843年7月 – 1845年5月 | 夏威夷王国旗帜（官方旗帜）   |      |
| 1845年5月 –1893年1月  | 夏威夷王国旗帜（官方旗帜）   |      |
| 1893年2月 – 1893年4月 | 夏威夷王国灭亡，使用美国国旗 |      |
| 1894–1898             | 夏威夷共和国国旗             |      |
| 1898–1960             | 夏威夷领地旗帜               |      |
| 1960–至今             | 现在的夏威夷州州旗           |      |

### 旗帜年表

倒立的夏威夷国旗代表处于困境的夏威夷王国，并且是夏威夷主权运动的主要标志。

| 日期                  | 旗帜                                                                     | 图例 |
| --------------------- | ------------------------------------------------------------------------ | ---- |
| 1793–1800             | 大不列颠红船旗[5]                                                        |      |
| 1801–1816             | 大不列颠及爱尔兰联合王国红船旗                                           |      |
| 1816–1843             | 当前旗帜的早期版本                                                       |      |
| 1843年2月– 1843年7月  | 联合王国国旗（波莱遭遇战（1843年）；夏威夷或桑威奇群岛的临时停战时使用） |      |
| 1843年7月– 1845年5月  | 当前旗帜的早期版本                                                       |      |
| 1845年12月– 1893年2月 | 当前的夏威夷旗帜于1845年引入                                             |      |
| 1893年2月– 1893年4月  | 美国国旗（推翻夏威夷王国之后）                                           |      |
| 1894–1898             | 夏威夷共和国重新采用的夏威夷国旗                                         |      |
| 1898–1959             | 美国夏威夷领地使用的夏威夷领地旗                                         |      |
| 1959–至今             | 夏威夷州当前使用的夏威夷州旗                                             |      |